# Rolando Villazón
Emilio Rolando Villazón Mauleón (Mexico-Stad, 22 februari 1972) is een Frans-Mexicaans operazanger. Hij kwam groot op de affiches nadat hij in Salzburg samen met Anna Netrebko La traviata had gezongen. Hij wordt als een van de grote tenoren van deze tijd beschouwd.

## Biografie
Rolando Villazón begon zijn artistieke opleiding op de leeftijd van elf jaar, toen hij begon aan de Academie van Beeldende Kunsten. Na een tijdlang te zijn aangetrokken tot het priesterschap, besloot hij zich te wijden aan de muziek, die hij ontdekte door de bariton Arturo Nieto, die hem de wereld van de opera deed ontdekken. In 1998 was hij student bij de sopraan Joan Sutherland in de San Francisco Opera.
In 1999 won hij de publieksprijs, de Zarzuelaprijs en de tweede prijs op het Concours Plácido Domingo - Operalia.
In februari 2003 ontving hij in Frankrijk de victoire de la musique classique in de categorie van "internationale ontdekking van het jaar". In oktober 2005 zong hij aan de Opéra Bastille in Parijs in La Bohème van Puccini. Hij ondertekende een exclusief contract met Virgin Classics. Hij debuteerde aan la Monnaie in Brussel in La Bohème en aan de Metropolitan Opera van New York in La traviata.
Tijdens de Salzburger Festspiele van 2005 vervulde hij de rol van Alfredo in La traviata aan de zijde van de sopraan Anna Netrebko en de bariton Thomas Hampson.
In juli 2006 nam Rolando Villazón deel aan een concert in Duitsland aan de zijde van Anna Netrebko en de tenor Plácido Domingo.
Begin 2007 zong hij de rol van Hoffmann in Les contes d'Hoffmann van Jacques Offenbach aan de Opéra National de Paris (Opéra Bastille).
Na van Parijs zijn vaste verblijfplaats te hebben gemaakt, vroeg hij de Franse nationaliteit aan, die hij verkreeg in de loop van het jaar 2007.
Na een lange vocale pauze, begonnen eind augustus 2007, hervatte Rolando Villazón zijn zangcarrière op 5 januari 2008 in de rol van Werther in Wenen.
Zijn volgende recital op de plaat, Cielo e mar, verscheen bij Deutsche Grammophon in maart 2008.
In augustus 2008 trad hij in het Salzburg Festival op als Roméo in Gounod's Roméo et Juliette. Juliette werd gestalte gegeven door Nino Machaidze.
Begin 2009 werd door Deutsche Grammophon zijn cd(/dvd) met aria's van Händel gelanceerd. Hierop werkt hij samen met de Gabrieli Players onder leiding van Paul McCreesh.
Eind april 2009 kondigde Villazon aan dat hij zijn optredens voor de rest van het jaar moest afzeggen. Als gevolg van een cyste die juist was ontdekt op een van zijn stembanden diende hij op korte termijn geopereerd te worden.
In maart 2010 pakte hij de draad weer op in Wenen als Nemorino in L'elisir d'amore. In dat jaar volgde een tour, gebaseerd op zijn eerder uitgebrachte Händel-cd en concerten met Mexicaanse liederen (cd Mexico!) naast optredens als Lenski (Berlijn), Nemorino (München en Milaan) en Alfredo (Zürich), alsmede Liederabenden in Parijs en Salzburg.
In januari 2011 maakte Villazón in Lyon zijn debuut als regisseur met de opera Werther. In datzelfde jaar volgden onder meer diverse Liederabenden, zijn optreden als jurylid van de Britse tv-serie Popstar to operastar, Werther in de ROH-productie van deze opera (cd), Alessandro in Il re pastore, Don Ottavio in Don Giovanni, Hoffman in Les contes d'Hoffman in München (tv-registratie) en Nemorino in München. Zijn cd La Strada met filmmuziek zag het licht. Hij pakte zijn werkzaamheden op als presentator van het Arte-programma "Stars von morgen"; wat een vast onderdeel van zijn activiteiten zou blijven de jaren daarna, evenals het gastheerschap van het Echo Klassik Gala en zijn betrokkenheid bij de Rote Nasen.
Na een korte tour "Schätze del belcanto" begin 2012 stond voor Villazón grotendeels in het teken van Mozart: hij nam de concert-aria's voor tenor op en Così fan tutte (Ferrando. In Zürich en Salzburg gaf hij Alessandro gestalte in een productie van Il re pastore. In Baden-Baden was hij tegelijkertijd regisseur en hoofdrolspeler van L'elisir d'amore (dvd).
2013 begon met de titelrol van Lucio Silla in Salzburg. Met Daniel Barenboim deed hij concerten met stukken van Mozart en Elliott Carter (cd release vermoedelijk in 2017). Daarna ging hij op tournée met het repertoire van zijn Verdi-cd. In Berlijn zong hij Don Ottavio in Don Giovanni. Aan het eind van het jaar was hij Lenski in Eugene Onegin in New York.
2014 werd bepaald door concerten rond de Mozart concert-aria's, Ferrando in Così fan tutte (Milaan), Belmonte in Die Entführung aus dem Serail (Baden-Baden, cd genomineerd voor Grammy), de lancering van zijn eerste roman (Jonglieries in het Spaans, Kunststücke in het Duits) en een serie belcanto concerten met Pumeza Matshikiza, alsmede 2 tango-concerten met Barenboim in Berlijn.
De start van 2015 werd voor Villazón bepaald door het regisseren van "Viva la mamma" in Wenen en "La rondine" in Berlijn (dvd release juni 2016). Na Macduff (Macbeth), Lucio Silla (Lucio Silla) en Hoffmann (Les contes d'Hoffmann) gaf hij opnieuw de titelrol in Verdi's Don Carlo gestalte (Berlijn). Daarna regisseerde hij "La traviata" in Baden-Baden (tv-registratie). Na Don Ottavio (Londen) keerde hij terug naar Baden-Baden voor Basilio in Le nozze di Figaro (cd release verwacht in 2017). In Salzburg zong hij Pylades in Iphigénie en Tauride. Toen vertrok hij met het Royal Opera House naar Japan om daar Don Ottavio gestalte te geven. Hij sloot het jaar af met een tournee met Cecilia Bartoli.
In januari 2016 is hij Scott tijdens de wereldpremière van de opera South Pole in München tegenover Thomas Hampson als Amundsen (tv-registratie).

## Discografie

### Dvd's
- The Berlin Concert, Orchester der Deutschen Oper Berlin, dir. Marco Armiliato, Deutsche Grammophon, 2007
- Verdi, Don Carlo, Koninklijk Concertgebouw Orkest, dir. Riccardo Chailly, Opus Arte
- Verdi, Don Carlo, Orchestra of the Royal Opera House, dir Antonio Pappano, 2011
- Verdi, La traviata, Wiener Philharmoniker, dir. Carlo Rizzi, DG
- Verdi, La traviata, Los Angeles Opera Orchestra, dir. James Conlon, Decca
- Puccini, La Bohème, Wiener Symphoniker, dir. Ulf Schirmer, Capriccio
- Puccini, La bohème, film van Robert Dornhelm
- Donizetti, L'Elisir d'Amore, Orchester der Wiener Staatsoper, dir. Alfred Eschwé, Virgin
- Donizetti, L'elisir d'amore, Symphony Orchestra Gran Teatre del Liceu, dir Daniele Callegari
- Donizetti, L'elisir d'amore, Balthasar-Neumann-Chor und - Ensemble, dir Pablo Heras-Casado, 2014
- Massenet, Manon, Staatskappele Berlin, dir. Daniel Barenboim, 2008
- Massenet: Manon, Orquesta Sinfónica del Gran Theatre del Liceu, dir. Victor Pablo Pérez, Virgin
- Gounod, Roméo et Juliette, Mozarteum Orchester Salzburg, dir. Yannick Nézet-Séguin, Deutsche Grammophon, 2009

### Cd's
- Gounod, Romeo et Juliette, Orquesta Sinfónica del Principado de Asturias, dir. Reynald Giovaninetti, Radio Televisión Española
- Wagner, Der Fliegende Holländer, Staatskapelle Berlin, dir. Daniel Barenboim, Teldec
- Berlioz, La Révolution grecque, Orchestre du Capitole de Toulouse, dir.Michel Plasson, EMI
- Wagner, Tristan und Isolde, Orchestra of the Royal Opera House, Covent Garden, dir. Antonio Pappano, EMI
- Verdi, La traviata, Wiener Philharmoniker, dir. Carlo Rizzi, DG
- Lamenti Le concert d'Astrée, dir. Emanuelle Haïm, 2008
- Berlioz La mort d'Orphée, Orchestre National du Capitole de Toulouse, dir. Michel Plasson
- Monteverdi, Combattimento, Le Concert d’Astrée, dir. Emmanuelle Haïm, Virgin
- Italian Opera Arias, Münchner Rundfunkorchester, dir. Marcello Viotti, Virgin
- Gounod et Massenet Arias, Orchestre Philharmonique de Radio France, dir. Evelino Pidò, Virgin
- Opéra Recital, Münchner Rundfunkorchester, dir. Michel Plasson, Virgin
- Gitano, Orquesta de la Comunidad de Madrid, dir. Plácido Domingo, Virgin
- Duets, Dresden Staatskapelle, dir. Nicola Luisotti, DG
- Viva Villazón (Best of), verschillende orkesten, verschillende dirigenten, Vigin
- Cielo e mar, 2008
- Händel, Gabrieli Players, dir Paul McCreesh, 2009
- Verdi Messa da requiem, Orchestra e coro dell'accademia nazionale di sante Cecilia, dir. Antonio Pappano
- Tenor, Prague Philharmonia, dir. Daniele Callegari en anderen (deels eerder opgenomen), 2010
- Mexico, Bolívar Soloists, 2010
- La strada, song from the movies, City of Prague Philharmonic Orchestra, dir. Nicholas Dodd, 2011
- Ercole sul termonte, Europa Galante, dir Fabio Biondi, 2011
- Werther Orchestra of the Royal Opera House, dir Antonio Pappano, 2012
- Villazón Verdi, Orchestra del teatro regio di Torino, dir. Giandrea Nosea, 2012
- Don Giovanni, Mahler Chamer Orchestra, dir. Yannick Nézet-Séguin, 2012
- Cosí fan tutte, Chamer Orchestra of Europe, dir. Yannick Nézet-Séguin, 2013
- Mozart, concert arias, London Symphony Orchestra, dir. Antonio Pappano, 2014
- Verdi & Wagner, the Odeonsplatz Concert, Symphonieorchester des Bayerischen rundfunks, dir Yannick Nézet-Séguin, 2014
- Die Entführung aus dem Serail, Chamber Orchestra of Europe, dir Yannick Nézet-Séguin, 2015
- Treasures of bel canto, Orchestra del Maggio Musicale Fiorentino, dir. Marco Armiliato, 2015
- Messiah, Mormon Tabernacle Choir, 2016

### Overige
Medewerking aan:
- Merry Christmas, B.O.F., London Symphony Orchestra, Virgin
- Safri duo origins, 2008
- Verdi van Anna Netrebko, Orchestra Teatro Regio Torino Gianandrea Neoseda, 2013
- Adiemus colores van Karl Jenkins, 2013
- Forever van Diana Damrau, Royal Liverpool Philharmonic Orchestra, dir David Charles Abell, 2013
- Inspirato van Yanni, 2014
- Frohe Weihnachten van de Wiener Sängerknaben, 2015